# World League di pallavolo 2014
La World League di pallavolo 2014 si è svolta dal 23 maggio al 20 luglio 2014: al torneo hanno partecipato 28 squadre nazionali e la vittoria finale è andata per la seconda volta agli Stati Uniti.

## Regolamento

### Formula
Le squadre, divise in tre gruppi, hanno disputato una prima fase a gironi con formula del girone all'italiana (le squadre gruppo 1 e del gruppo 2 hanno giocato una gara di andata e ritorno per due volte, mentre le squadre del gruppo 3 hanno giocato una gara di andata e ritorno); al termine della prima fase:
- La prima classificata di ogni girone del gruppo 3, la migliore seconda classificata del gruppo 3 e la squadra del paese organizzatore (nel caso in cui sia stata o la prima classificata o la migliore seconda classificata, si è qualificata o la seconda classificata o la terza classificata del girone di appartenenza della squadra del paese organizzatore) hanno acceduto alla fase finale strutturata in semifinali, finale per il terzo posto e finale: la vincitrice è promossa nel gruppo 2 per l'edizione 2015.
- La prima classificata di ogni girone del gruppo 2 e la squadra del paese organizzatore (nel caso in cui sia stata la prima classificata, si è qualificata la seconda classificata del girone di appartenenza della squadra del paese organizzatore) hanno acceduto alla fase finale strutturata in semifinali, finale per il terzo posto e finale: la vincitrice si è qualificata per la fase finale del gruppo 1 ed è promossa nel gruppo 1 per l'edizione 2015.

L'ultima classificata del gruppo 2 è retrocessa nel gruppo 3 per l'edizione 2015 (nel caso in cui l'ultima classificata è la squadra del paese organizzatore della fase finale, è retrocessa la penultima classificata del gruppo 2).
- Le prime due classificate di ogni girone del gruppo 1, la squadra del paese organizzatore (nel caso in cui sia stata tra le prime due classificate, si è qualificata la terza classificata del girone di appartenenza della squadra del paese organizzatore) e la vincitrice della fase finale del gruppo 2 hanno acceduto alla fase finale strutturata con una fase a gironi con formula del girone all'italiana, dove le prime due classificate di ogni girone hanno acceduto alla Final Four, strutturata in semifinali, finale per il terzo posto e finale.

L'ultima classificata del gruppo 1 è retrocessa nel gruppo 2 per l'edizione 2015 (nel caso in cui l'ultima classificata è la squadra del paese organizzatore della fase finale, è retrocessa la penultima classificata del gruppo 1).

### Criteri di classifica
Se il risultato finale è stato di 3-0 o 3-1 sono stati assegnati 3 punti alla squadra vincente e 0 a quella sconfitta, se il risultato finale è stato di 3-2 sono stati assegnati 2 punti alla squadra vincente e 1 a quella sconfitta.
L'ordine del posizionamento in classifica è stato definito in base a:
- Numero di partite vinte;
- Punti;
- Ratio dei set vinti/persi;
- Ratio dei punti realizzati/subiti;
- Risultati degli scontri diretti.

## Squadre partecipanti
| Squadra       | Qualificazione | Ultima partecipazione |
| ------------- | -------------- | --------------------- |
| Argentina     | Wild card      | Mar del Plata 2013    |
| Australia     | Wild card      | Mar del Plata 1999    |
| Belgio        | Wild card      | Debutto               |
| Brasile       | Wild card      | Mar del Plata 2013    |
| Bulgaria      | Wild card      | Mar del Plata 2013    |
| Canada        | Wild card      | Mar del Plata 2013    |
| Cina          | Wild card      | Córdoba 2010          |
| Corea del Sud | Wild card      | Mar del Plata 2013    |
| Cuba          | Wild card      | Mar del Plata 2013    |
| Finlandia     | Wild card      | Mar del Plata 2013    |
| Francia       | Wild card      | Mar del Plata 2013    |
| Germania      | Wild card      | Mar del Plata 2013    |
| Giappone      | Wild card      | Mar del Plata 2013    |
| Iran          | Wild card      | Mar del Plata 2013    |
| Italia        | Wild card      | Mar del Plata 2013    |
| Messico       | Wild card      | Debutto               |
| Paesi Bassi   | Wild card      | Mar del Plata 2013    |
| Polonia       | Wild card      | Mar del Plata 2013    |
| Porto Rico    | Wild card      | Danzica 2011          |
| Portogallo    | Wild card      | Mar del Plata 2013    |
| Rep. Ceca     | Wild card      | Madrid 2003           |
| Russia        | Wild card      | Mar del Plata 2013    |
| Serbia        | Wild card      | Mar del Plata 2013    |
| Slovacchia    | Wild card      | Debutto               |
| Spagna        | Wild card      | Rio de Janeiro 2008   |
| Stati Uniti   | Wild card      | Mar del Plata 2013    |
| Turchia       | Wild card      | Debutto               |
| Tunisia       | Wild card      | Debutto               |

## Torneo

### Fase a gironi

#### Gruppo 1
| Girone A | Girone B    |
| -------- | ----------- |
| Brasile  | Bulgaria    |
| Iran     | Russia      |
| Italia   | Serbia      |
| Polonia  | Stati Uniti |

##### Girone A

###### Risultati
| 23 maggio 2014 Arena Jaraguá, Jaraguá do Sul Durata: 2h:10 - Spettatori: 7 900    | Brasile | 1 - 3 | Italia  | 19-25, 25-27, 25-22, 21-25        |
| 24 maggio 2014 Arena Jaraguá, Jaraguá do Sul Durata: 2h:03 - Spettatori: 8 000    | Brasile | 1 - 3 | Italia  | 17-25, 26-24, 23-25, 20-25        |
| 29 maggio 2014 Ginásio Chico Neto, Maringá Durata: 1h:38 - Spettatori: 6 000      | Brasile | 3 - 0 | Polonia | 25-23, 29-27, 25-19               |
| 30 maggio 2014 Ginásio Chico Neto, Maringá Durata: 1h:45 - Spettatori: 6 000      | Brasile | 0 - 3 | Polonia | 24-26, 26-28, 21-25               |
| 30 maggio 2014 PalaTrieste, Trieste Durata: 1h:27 - Spettatori: 6 150             | Italia  | 3 - 0 | Iran    | 25-19, 25-22, 25-23               |
| 1º giugno 2014 PalaOlimpia, Verona Durata: 1h:37 - Spettatori: 6 000              | Italia  | 3 - 0 | Iran    | 27-25, 25-18, 25-22               |
| 6 giugno 2014 Ginásio Ibirapuera, San Paolo Durata: 2h:50 - Spettatori: 2 879     | Brasile | 3 - 2 | Iran    | 25-23, 28-30, 26-28, 25-23, 15-13 |
| 6 giugno 2014 PalaFlorio, Bari Durata: 2h:13 - Spettatori: 4 900                  | Italia  | 3 - 1 | Polonia | 25-22, 20-25, 25-23, 25-20        |
| 7 giugno 2014 Ginásio Ibirapuera, San Paolo Durata: 1h:34 - Spettatori: 10 043    | Brasile | 0 - 3 | Iran    | 18-25, 21-25, 22-25               |
| 8 giugno 2014 Stadio Centrale del Tennis, Roma Durata: 2h:07 - Spettatori: 11 000 | Italia  | 3 - 1 | Polonia | 25-21, 25-20, 15-25, 25-17        |
| 13 giugno 2014 Azadi Sport Complex, Tehran Durata: 2h:23 - Spettatori: 12 000     | Iran    | 3 - 2 | Brasile | 18-25, 27-25, 20-25, 25-17, 15-9  |
| 13 giugno 2014 Spodek, Katowice Durata: 2h:50 - Spettatori: 11 200                | Polonia | 3 - 2 | Italia  | 25-23, 24-26, 26-24, 25-27, 15-10 |
| 15 giugno 2014 Azadi Sport Complex, Tehran Durata: 2h:25 - Spettatori: 12 000     | Iran    | 2 - 3 | Brasile | 19-25, 16-25, 25-23, 25-23, 10-15 |
| 15 giugno 2014 Atlas Arena, Łódź Durata: 2h:15 - Spettatori: 12 000               | Polonia | 3 - 1 | Italia  | 25-22, 25-23, 23-25, 25-15        |
| 20 giugno 2014 Azadi Sport Complex, Tehran Durata: 1h:41 - Spettatori: 12 000     | Iran    | 3 - 0 | Italia  | 25-18, 25-20, 25-15               |
| 20 giugno 2014 Kraków Arena, Cracovia Durata: 2h:15 - Spettatori: 15 250          | Polonia | 3 - 1 | Brasile | 25-20, 25-21, 28-30, 25-20        |
| 22 giugno 2014 Azadi Sport Complex, Tehran Durata: 2h:13 - Spettatori: 12 000     | Iran    | 3 - 1 | Italia  | 25-22, 25-19, 19-25, 25-20        |
| 22 giugno 2014 Hala Łuczniczka, Bydgoszcz Durata: 1h:37 - Spettatori: 8 060       | Polonia | 0 - 3 | Brasile | 21-25, 16-25, 17-25               |
| 27 giugno 2014 Azadi Sport Complex, Tehran Durata: 2h:01 - Spettatori: 12 000     | Iran    | 3 - 1 | Polonia | 23-25, 25-16, 25-11, 25-19        |
| 29 giugno 2014 Azadi Sport Complex, Tehran Durata: 1h:41 - Spettatori: 12 000     | Iran    | 3 - 0 | Polonia | 25-22, 25-20, 25-22               |
| 3 luglio 2014 Unipol Arena, Casalecchio di Reno Durata: 2h:02 - Spettatori: 8 100 | Italia  | 1 - 3 | Brasile | 16-25, 25-21, 19-25, 19-25        |
| 4 luglio 2014 Ergo Arena, Danzica Durata: 2h:29 - Spettatori: 6 200               | Polonia | 3 - 1 | Iran    | 17-25, 26-24, 25-23, 25-23        |
| 5 luglio 2014 Ergo Arena, Danzica Durata: 1h:41 - Spettatori: 6 800               | Polonia | 3 - 0 | Iran    | 25-23, 25-20, 25-17               |
| 6 luglio 2014 Mediolanum Forum, Assago Durata: 2h:05 - Spettatori: 12 056         | Italia  | 1 - 3 | Brasile | 25-27, 25-18, 17-25, 16-25        |

###### Classifica
| Pos | Squadra | Pt | G  | V | P | SV | SP | Ratio | PF    | PS    | Ratio |
| --- | ------- | -- | -- | - | - | -- | -- | ----- | ----- | ----- | ----- |
| 1   | Italia  | 19 | 12 | 6 | 6 | 24 | 22 | 1.091 | 1 031 | 1 051 | 0.981 |
| 2   | Iran    | 19 | 12 | 6 | 6 | 23 | 22 | 1.045 | 1 018 | 986   | 1.032 |
| 3   | Brasile | 17 | 12 | 6 | 6 | 23 | 24 | 0.958 | 1 075 | 1 057 | 1.017 |
| 4   | Polonia | 17 | 12 | 6 | 6 | 21 | 23 | 0.913 | 994   | 1 024 | 0.971 |

##### Girone B

###### Risultati
| 23 maggio 2014 Palazzo della cultura e dello sport, Varna Durata: 2h:36 - Spettatori: 5 900 | Bulgaria    | 2 - 3 | Stati Uniti | 25-19, 25-22, 25-27, 19-25, 12-15 |
| 24 maggio 2014 Palazzo della cultura e dello sport, Varna Durata: 2h:07 - Spettatori: 5 900 | Bulgaria    | 1 - 3 | Stati Uniti | 25-19, 22-25, 25-27, 17-25        |
| 30 maggio 2014 Sportski centar Čair, Niš Durata: 2h:15 - Spettatori: 6 250                  | Serbia      | 3 - 2 | Russia      | 25-20, 25-17, 22-25, 19-25, 15-13 |
| 31 maggio 2014 Sportski centar Čair, Niš Durata: 1h:53 - Spettatori: 6 200                  | Serbia      | 3 - 1 | Russia      | 21-25, 25-16, 25-18, 25-20        |
| 6 giugno 2014 Walter Pyramid, Long Beach Durata: 2h:28 - Spettatori: 4 500                  | Stati Uniti | 3 - 2 | Russia      | 25-17, 27-25, 20-25, 25-27, 15-12 |
| 7 giugno 2014 Arena Armeec, Sofia Durata: 1h:24 - Spettatori: 9 850                         | Bulgaria    | 0 - 3 | Serbia      | 26-28, 18-25, 13-25               |
| 7 giugno 2014 Walter Pyramid, Long Beach Durata: 1h:33 - Spettatori: 5 000                  | Stati Uniti | 3 - 0 | Russia      | 25-19, 25-23, 25-17               |
| 8 giugno 2014 Arena Armeec, Sofia Durata: 2h:23 - Spettatori: 9 400                         | Bulgaria    | 2 - 3 | Serbia      | 18-25, 21-25, 25-20, 25-22, 11-15 |
| 13 giugno 2014 UIC Pavillion, Chicago Durata: 1h:41 - Spettatori: 3 230                     | Stati Uniti | 3 - 0 | Serbia      | 30-28, 25-20, 25-16               |
| 14 giugno 2014 DS Energetik, Surgut Durata: 1h:25 - Spettatori: 6 060                       | Russia      | 3 - 0 | Bulgaria    | 25-18, 25-22, 25-15               |
| 14 giugno 2014 UIC Pavillion, Chicago Durata: 2h:32 - Spettatori: 3 300                     | Stati Uniti | 3 - 2 | Serbia      | 25-22, 25-12, 26-28, 23-25, 15-13 |
| 15 giugno 2014 DS Energetik, Surgut Durata: 1h:33 - Spettatori: 5 510                       | Russia      | 3 - 0 | Bulgaria    | 25-20, 25-21, 25-23               |
| 20 giugno 2014 DS Energetik, Surgut Durata: 1h:39 - Spettatori: 5 050                       | Russia      | 3 - 0 | Serbia      | 37-35, 25-15, 25-16               |
| 20 giugno 2014 Sears Center Arena, Hoffman Estates Durata: 1h:54 - Spettatori: 2 550        | Stati Uniti | 3 - 1 | Bulgaria    | 20-25, 25-22, 25-16, 25-16        |
| 21 giugno 2014 DS Energetik, Surgut Durata: 1h:37 - Spettatori: 5 150                       | Russia      | 3 - 0 | Serbia      | 25-19, 27-25, 25-20               |
| 21 giugno 2014 Sears Center Arena, Hoffman Estates Durata: 2h:16 - Spettatori: 4 200        | Stati Uniti | 2 - 3 | Bulgaria    | 24-26, 17-25, 25-14, 25-13, 12-15 |
| 27 giugno 2014 Dvorec Sporta Jantarnyj, Kaliningrad Durata: 2h:43 - Spettatori: 7 000       | Russia      | 2 - 3 | Stati Uniti | 18-25, 19-25, 27-25, 25-19, 19-21 |
| 27 giugno 2014 SPC Vojvodina, Novi Sad Durata: 1h:26 - Spettatori: 4 800                    | Serbia      | 3 - 0 | Bulgaria    | 25-21, 25-18, 25-19               |
| 28 giugno 2014 Dvorec Sporta Jantarnyj, Kaliningrad Durata: 1h:39 - Spettatori: 7 000       | Russia      | 3 - 0 | Stati Uniti | 25-21, 25-19, 25-21               |
| 29 giugno 2014 Sportski centar Čair, Niš Durata: 1h:23 - Spettatori: 4 600                  | Serbia      | 3 - 0 | Bulgaria    | 25-23, 25-21, 25-14               |
| 4 luglio 2014 SPC Vojvodina, Novi Sad Durata: 1h:30 - Spettatori: 6 200                     | Serbia      | 3 - 0 | Stati Uniti | 25-21, 25-20, 25-17               |
| 5 luglio 2014 Arena Armeec, Sofia Durata: 2h:19 - Spettatori: 5 950                         | Bulgaria    | 1 - 3 | Russia      | 22-25, 23-25, 25-22, 20-25        |
| 6 luglio 2014 Arena Armeec, Sofia Durata: 1h:16 - Spettatori: 4 975                         | Bulgaria    | 0 - 3 | Russia      | 14-25, 17-25, 15-25               |
| 6 luglio 2014 Hala Pionir, Belgrado Durata: 2h:10 - Spettatori: 7 600                       | Serbia      | 1 - 3 | Stati Uniti | 21-25, 25-20, 25-27, 20-25        |

###### Classifica
| Pos | Squadra     | Pt | G  | V | P  | SV | SP | Ratio | PF    | PS    | Ratio |
| --- | ----------- | -- | -- | - | -- | -- | -- | ----- | ----- | ----- | ----- |
| 1   | Stati Uniti | 24 | 12 | 9 | 3  | 29 | 20 | 1.450 | 1 114 | 1 045 | 1.066 |
| 2   | Russia      | 24 | 12 | 7 | 5  | 28 | 16 | 1.750 | 1 013 | 950   | 1.066 |
| 3   | Serbia      | 20 | 12 | 7 | 5  | 24 | 20 | 1.200 | 997   | 965   | 1 033 |
| 4   | Bulgaria    | 4  | 12 | 1 | 11 | 10 | 35 | 0.286 | 895   | 1 059 | 0.845 |

#### Gruppo 2
| Girone C  | Girone D  | Girone E      |
| --------- | --------- | ------------- |
| Australia | Argentina | Corea del Sud |
| Belgio    | Francia   | Paesi Bassi   |
| Canada    | Germania  | Portogallo    |
| Finlandia | Giappone  | Rep. Ceca     |

##### Girone C

###### Risultati
| 23 maggio 2014 Sportcampus Lange Munte, Courtrai Durata: 1h:29 - Spettatori: 3 250     | Belgio    | 3 - 0 | Australia | 30-28, 25-19, 25-21               |
| 25 maggio 2014 Country Hall, Liegi Durata: 1h:47 - Spettatori: 3 900                   | Belgio    | 3 - 1 | Australia | 23-25, 26-24, 25-23, 25-16        |
| 31 maggio 2014 Stampede Corral, Calgary Durata: 1h:24 - Spettatori: 2 850              | Canada    | 3 - 0 | Finlandia | 25-21, 25-19, 25-20               |
| 1º giugno 2014 Stampede Corral, Calgary Durata: 2h:14 - Spettatori: 2 335              | Canada    | 3 - 2 | Finlandia | 19-25, 25-21, 25-18, 23-25, 15-11 |
| 6 giugno 2014 Country Hall, Liegi Durata: 2h:34 - Spettatori: 4 200                    | Belgio    | 2 - 3 | Canada    | 25-22, 21-25, 17-25, 25-20, 14-16 |
| 7 giugno 2014 AIS Arena, Canberra Durata: 2h:17 - Spettatori: 4 200                    | Australia | 3 - 2 | Finlandia | 24-26, 25-22, 24-26, 25-20, 15-12 |
| 8 giugno 2014 AIS Arena, Canberra Durata: 2h:23 - Spettatori: 2 900                    | Australia | 2 - 3 | Finlandia | 28-30, 25-19, 25-17, 21-25, 9-15  |
| 8 giugno 2014 Lotto Arena, Anversa Durata: 2h:33 - Spettatori: 4 000                   | Belgio    | 3 - 1 | Canada    | 33-31, 25-12, 21-25, 25-23        |
| 13 giugno 2014 Thunderbirds Sports Center, Vancouver Durata: 1h:17 - Spettatori: 2 635 | Canada    | 3 - 0 | Belgio    | 25-15, 25-21, 25-21               |
| 14 giugno 2014 Tampere Ice Arena, Tampere Durata: 2h:03 - Spettatori: 2 950            | Finlandia | 1 - 3 | Australia | 16-25, 21-25, 26-24, 27-29        |
| 14 giugno 2014 Thunderbirds Sports Center, Vancouver Durata: 1h:52 - Spettatori: 2 400 | Canada    | 1 - 3 | Belgio    | 25-22, 18-25, 21-25, 19-25        |
| 15 giugno 2014 Tampere Ice Arena, Tampere Durata: 2h:01 - Spettatori: 2 470            | Finlandia | 3 - 1 | Australia | 25-16, 23-25, 26-24, 25-19        |
| 20 giugno 2014 Lotto Arena, Anversa Durata: 1h:40 - Spettatori: 4 581                  | Belgio    | 3 - 1 | Finlandia | 25-21, 25-16, 22-25, 25-21        |
| 20 giugno 2014 Rexall Place, Edmonton Durata: 2h:18 - Spettatori: 3 500                | Canada    | 2 - 3 | Australia | 27-25, 25-20, 28-30, 17-25, 13-15 |
| 21 giugno 2014 Rexall Place, Edmonton Durata: 1h:58 - Spettatori: 4 000                | Canada    | 3 - 1 | Australia | 27-25, 25-19, 23-25, 25-18        |
| 22 giugno 2014 Sportcampus Lange Munte, Courtrai Durata: 2h:25 - Spettatori: 3 200     | Belgio    | 2 - 3 | Finlandia | 16-25, 20-25, 27-25, 25-22, 10-15 |
| 27 giugno 2014 Adelaide Arena, Adelaide Durata: 1h:59 - Spettatori: 4 400              | Australia | 1 - 3 | Belgio    | 16-25, 21-25, 25-18, 20-25        |
| 27 giugno 2014 Tampere Ice Arena, Tampere Durata: 1h:34 - Spettatori: 2 930            | Finlandia | 3 - 0 | Canada    | 25-18, 25-17, 26-24               |
| 28 giugno 2014 Adelaide Arena, Adelaide Durata: 1h:16 - Spettatori: 4 100              | Australia | 0 - 3 | Belgio    | 20-25, 17-25, 19-25               |
| 28 giugno 2014 Tampere Ice Arena, Tampere Durata: 1h:30 - Spettatori: 3 200            | Finlandia | 0 - 3 | Canada    | 14-25, 24-26, 17-25               |
| 4 luglio 2014 Tampere Ice Arena, Tampere Durata: 2h:15 - Spettatori: 2 450             | Finlandia | 3 - 2 | Belgio    | 19-25, 25-22, 20-25, 27-25, 15-12 |
| 5 luglio 2014 Sydney Olympic Park Arena, Sydney Durata: 2h:11 - Spettatori: 4 000      | Australia | 3 - 2 | Canada    | 25-27, 25-23, 25-20, 21-25, 15-7  |
| 5 luglio 2014 Tampere Ice Arena, Tampere Durata: 2h:30 - Spettatori: 2 560             | Finlandia | 3 - 2 | Belgio    | 23-25, 29-27, 22-25, 25-23, 15-8  |
| 6 luglio 2014 Sydney Olympic Park Arena, Sydney Durata: 1h:48 - Spettatori: 3 500      | Australia | 3 - 1 | Canada    | 22-25, 25-22, 25-17, 25-18        |

###### Classifica
| Pos | Squadra   | Pt | G  | V | P | SV | SP | Ratio | PF    | PS    | Ratio |
| --- | --------- | -- | -- | - | - | -- | -- | ----- | ----- | ----- | ----- |
| 1   | Belgio    | 25 | 12 | 7 | 5 | 29 | 20 | 1.450 | 1 119 | 1 066 | 1.050 |
| 2   | Canada    | 18 | 12 | 6 | 6 | 25 | 23 | 1.087 | 1 068 | 1 061 | 1.007 |
| 3   | Finlandia | 16 | 12 | 6 | 6 | 24 | 27 | 0.889 | 1 107 | 1 137 | 0.974 |
| 4   | Australia | 13 | 12 | 5 | 7 | 21 | 29 | 0.724 | 1 112 | 1 142 | 0.974 |

##### Girone D

###### Risultati
| 23 maggio 2014 Brose Arena, Bamberga Durata: 1h:37 - Spettatori: 1 500                  | Germania  | 3 - 0 | Giappone  | 28-26, 25-19, 25-16               |
| 24 maggio 2014 Brose Arena, Bamberga Durata: 2h:45 - Spettatori: 1 150                  | Germania  | 3 - 2 | Giappone  | 25-23, 25-21, 27-29, 23-25, 15-9  |
| 24 maggio 2014 Torito Rodriguez, Mendoza Durata: 2h:16 - Spettatori: 5 000              | Argentina | 2 - 3 | Francia   | 25-20, 20-25, 25-21, 22-25, 12-15 |
| 25 maggio 2014 Torito Rodriguez, Mendoza Durata: 1h:26 - Spettatori: 4 500              | Argentina | 0 - 3 | Francia   | 24-26, 18-25, 22-25               |
| 31 maggio 2014 Park and Suites Arena, Montpellier Durata: 1h:18 - Spettatori: 2 550     | Francia   | 3 - 0 | Giappone  | 25-16, 25-18, 25-21               |
| 31 maggio 2014 Estadio Delmi, Salta Durata: 1h:38 - Spettatori: 6 000                   | Argentina | 3 - 0 | Germania  | 25-22, 25-23, 25-21               |
| 1º giugno 2014 Estadio Delmi, Salta Durata: 2h:22 - Spettatori: 3 958                   | Argentina | 2 - 3 | Germania  | 25-20, 25-20, 20-25, 16-25, 13-15 |
| 1º giugno 2014 Park and Suites Arena, Montpellier Durata: 1h:17 - Spettatori: 2 220     | Francia   | 3 - 0 | Giappone  | 25-14, 25-15, 25-21               |
| 6 giugno 2014 Microestadio Zamora, Buenos Aires Durata: 2h:11 - Spettatori: 3 500       | Argentina | 3 - 1 | Giappone  | 20-25, 26-24, 25-19, 25-23        |
| 7 giugno 2014 Porsche Arena, Stoccarda Durata: 1h:24 - Spettatori: 2 500                | Germania  | 0 - 3 | Francia   | 19-25, 16-25, 22-25               |
| 8 giugno 2014 Porsche Arena, Stoccarda Durata: 2h:07 - Spettatori: 2 500                | Germania  | 1 - 3 | Francia   | 25-19, 23-25, 20-25, 30-32        |
| 8 giugno 2014 Microestadio Zamora, Buenos Aires Durata: 1h:36 - Spettatori: 4 200       | Argentina | 3 - 0 | Giappone  | 25-22, 26-24, 25-15               |
| 13 giugno 2014 Kindarena, Rouen Durata: 1h:59 - Spettatori: 3 953                       | Francia   | 1 - 3 | Germania  | 28-26, 15-25, 21-25, 18-25        |
| 14 giugno 2014 Park Arena Komaki, Komaki Durata: 1h:21 - Spettatori: 2 900              | Giappone  | 0 - 3 | Argentina | 21-25, 20-25, 15-25               |
| 15 giugno 2014 Park Arena Komaki, Komaki Durata: 1h:53 - Spettatori: 2 400              | Giappone  | 1 - 3 | Argentina | 21-25, 19-25, 25-23, 17-25        |
| 15 giugno 2014 Palais des Sports André Brouat, Tolosa Durata: 1h:20 - Spettatori: 3 500 | Francia   | 3 - 0 | Germania  | 25-18, 25-20, 25-20               |
| 20 giugno 2014 Max-Schmeling-Halle, Berlino Durata: 1h:41 - Spettatori: 1 100           | Germania  | 0 - 3 | Argentina | 24-26, 23-25, 20-25               |
| 21 giugno 2014 Shimadzu Arena Kyoto, Kyoto Durata: 1h:19 - Spettatori: 2 650            | Giappone  | 0 - 3 | Francia   | 23-25, 18-25, 16-25               |
| 21 giugno 2014 Max-Schmeling-Halle, Berlino Durata: 1h:26 - Spettatori: 1 200           | Germania  | 0 - 3 | Argentina | 16-25, 19-25, 21-25               |
| 22 giugno 2014 Shimadzu Arena Kyoto, Kyoto Durata: 1h:50 - Spettatori: 1 900            | Giappone  | 1 - 3 | Francia   | 16-25, 25-19, 25-27, 18-25        |
| 27 giugno 2014 Vendéespace, Mouilleron-le-Captif Durata: 2h:05 - Spettatori: 3 150      | Francia   | 2 - 3 | Argentina | 20-25, 25-19, 25-17, 20-25, 13-15 |
| 28 giugno 2014 Koshigaya City Gymnasium, Koshigaya Durata: 1h:26 - Spettatori: 1 910    | Giappone  | 0 - 3 | Germania  | 16-25, 17-25, 27-29               |
| 29 giugno 2014 Koshigaya City Gymnasium, Koshigaya Durata: 2h:21 - Spettatori: 2 070    | Giappone  | 3 - 2 | Germania  | 25-22, 25-22, 14-25, 23-25, 17-15 |
| 29 giugno 2014 Halle Carpentier, Parigi Durata: 1h:52 - Spettatori: 2 350               | Francia   | 3 - 1 | Argentina | 25-21, 25-22, 23-25, 25-16        |

###### Classifica
| Pos | Squadra   | Pt | G  | V  | P  | SV | SP | Ratio | PF    | PS    | Ratio |
| --- | --------- | -- | -- | -- | -- | -- | -- | ----- | ----- | ----- | ----- |
| 1   | Francia   | 30 | 12 | 10 | 2  | 33 | 11 | 3.000 | 1 037 | 913   | 1.136 |
| 2   | Argentina | 25 | 12 | 8  | 4  | 29 | 16 | 1.813 | 1 023 | 967   | 1.058 |
| 3   | Germania  | 14 | 12 | 5  | 7  | 18 | 26 | 0.692 | 989   | 990   | 0.999 |
| 4   | Giappone  | 3  | 12 | 1  | 11 | 8  | 35 | 0.229 | 868   | 1 047 | 0.829 |

##### Girone E

###### Risultati
| 31 maggio 2014 Sports Centre Eindhoven, Eindhoven Durata: 1h:38 - Spettatori: 1 300  | Paesi Bassi   | 3 - 0 | Corea del Sud | 25-19, 28-26, 25-23               |
| 31 maggio 2014 Pavilhão Municipal, Póvoa de Varzim Durata: 1h:54 - Spettatori: 2 200 | Portogallo    | 3 - 1 | Rep. Ceca     | 25-23, 19-25, 25-18, 25-20        |
| 1º giugno 2014 Sports Centre Eindhoven, Eindhoven Durata: 1h:53 - Spettatori: 1 700  | Paesi Bassi   | 1 - 3 | Corea del Sud | 18-25, 23-25, 25-20, 22-25        |
| 1º giugno 2014 Pavilhão Municipal, Póvoa de Varzim Durata: 1h:25 - Spettatori: 3 550 | Portogallo    | 0 - 3 | Rep. Ceca     | 23-25, 18-25, 22-25               |
| 5 giugno 2014 Budvar Aréna, České Budějovice Durata: 2h:23 - Spettatori: 3 100       | Rep. Ceca     | 3 - 2 | Corea del Sud | 31-33, 25-19, 26-24, 26-28, 20-18 |
| 6 giugno 2014 Budvar Aréna, České Budějovice Durata: 1h:58 - Spettatori: 3 000       | Rep. Ceca     | 3 - 2 | Corea del Sud | 25-20, 23-25, 19-25, 25-21, 15-11 |
| 7 giugno 2014 Top Sport Centre, Almere Durata: 2h:00 - Spettatori: 950               | Paesi Bassi   | 3 - 2 | Portogallo    | 25-21, 25-13, 19-25, 18-25, 16-14 |
| 8 giugno 2014 Top Sport Centre, Almere Durata: 2h:20 - Spettatori: 1 150             | Paesi Bassi   | 2 - 3 | Portogallo    | 22-25, 25-21, 23-25, 25-21, 10-15 |
| 13 giugno 2014 SD Arena, Chomutov Durata: 1h:50 - Spettatori: 2 050                  | Rep. Ceca     | 2 - 3 | Paesi Bassi   | 25-19, 25-13, 18-25, 17-25, 14-16 |
| 14 giugno 2014 Dongcheon Gymnasium, Ulsan Durata: 1h:50 - Spettatori: 3 328          | Corea del Sud | 1 - 3 | Portogallo    | 21-25, 18-25, 25-15, 20-25        |
| 14 giugno 2014 SD Arena, Chomutov Durata: 1h:41 - Spettatori: 2 300                  | Rep. Ceca     | 1 - 3 | Paesi Bassi   | 21-25, 15-25, 26-24, 13-25        |
| 15 giugno 2014 Dongcheon Gymnasium, Ulsan Durata: 1h:24 - Spettatori: 4 100          | Corea del Sud | 0 - 3 | Portogallo    | 20-25, 23-25, 18-25               |
| 21 giugno 2014 Suwon Indoor Gymnasium, Suwon Durata: 2h:15 - Spettatori: 3 550       | Corea del Sud | 2 - 3 | Rep. Ceca     | 17-25, 25-18, 27-29, 25-23, 11-15 |
| 21 giugno 2014 Centro de Desportos, Matosinhos Durata: 1h:28 - Spettatori: 3 400     | Portogallo    | 0 - 3 | Paesi Bassi   | 16-25, 23-25, 22-25               |
| 22 giugno 2014 Suwon Indoor Gymnasium, Suwon Durata: 1h:30 - Spettatori: 4 150       | Corea del Sud | 3 - 0 | Rep. Ceca     | 25-16, 25-23, 27-25               |
| 22 giugno 2014 Centro de Desportos, Matosinhos Durata: 2h:03 - Spettatori: 3 200     | Portogallo    | 3 - 1 | Paesi Bassi   | 25-20, 28-26, 21-25, 25-18        |
| 27 giugno 2014 City Hall, Opava Durata: 2h:13 - Spettatori: 2 250                    | Rep. Ceca     | 3 - 2 | Portogallo    | 18-25, 23-25, 25-23, 25-23, 15-11 |
| 28 giugno 2014 Chungmu Indoor Gymnasium, Daejeon Durata: 2h:34 - Spettatori: 2 150   | Corea del Sud | 2 - 3 | Paesi Bassi   | 31-29, 16-25, 25-23, 30-32, 14-16 |
| 28 giugno 2014 City Hall, Opava Durata: 1h:50 - Spettatori: 1 900                    | Rep. Ceca     | 3 - 1 | Portogallo    | 26-24, 25-14, 17-25, 25-17        |
| 29 giugno 2014 Chungmu Indoor Gymnasium, Daejeon Durata: 2h:16 - Spettatori: 2 330   | Corea del Sud | 2 - 3 | Paesi Bassi   | 21-25, 27-25, 25-18, 19-25, 9-15  |
| 5 luglio 2014 Topsporthal, Rotterdam Durata: 1h:51 - Spettatori: 1 875               | Paesi Bassi   | 3 - 1 | Rep. Ceca     | 25-15, 22-25, 25-18, 25-18        |
| 5 luglio 2014 Pavilhão Municipal, Póvoa de Varzim Durata: 1h:22 - Spettatori: 1 030  | Portogallo    | 3 - 0 | Corea del Sud | 25-21, 25-22, 25-19               |
| 6 luglio 2014 Topsporthal, Rotterdam Durata: 1h:24 - Spettatori: 1 815               | Paesi Bassi   | 3 - 0 | Rep. Ceca     | 25-20, 25-16, 25-21               |
| 6 luglio 2014 Pavilhão Municipal, Póvoa de Varzim Durata: 2h:03 - Spettatori: 1 350  | Portogallo    | 1 - 3 | Corea del Sud | 23-25, 23-25, 25-18, 21-25        |

###### Classifica
| Pos | Squadra       | Pt | G  | V | P | SV | SP | Ratio | PF    | PS    | Ratio |
| --- | ------------- | -- | -- | - | - | -- | -- | ----- | ----- | ----- | ----- |
| 1   | Paesi Bassi   | 24 | 12 | 9 | 3 | 31 | 19 | 1.632 | 1 140 | 1 052 | 1.084 |
| 2   | Portogallo    | 19 | 12 | 6 | 6 | 24 | 23 | 1.043 | 1 041 | 1 032 | 1.009 |
| 3   | Rep. Ceca     | 15 | 12 | 6 | 6 | 23 | 27 | 0.852 | 1 076 | 1 119 | 0.962 |
| 4   | Corea del Sud | 14 | 12 | 3 | 9 | 20 | 29 | 0.690 | 1 086 | 1 140 | 0.953 |

#### Gruppo 3
| Girone F | Girone G   |
| -------- | ---------- |
| Cuba     | Cina       |
| Messico  | Porto Rico |
| Tunisia  | Slovacchia |
| Turchia  | Spagna     |

##### Girone F

###### Risultati
| 6 giugno 2014 Sports Palace Escutia, Città del Messico Durata: 2h:03 - Spettatori: 1 167 | Turchia | 1 - 3 | Cuba    | 18-25, 26-24, 21-25, 31-33        |
| 6 giugno 2014 Sports Palace Escutia, Città del Messico Durata: 1h:25 - Spettatori: 1 667 | Messico | 3 - 0 | Tunisia | 25-22, 25-18, 25-22               |
| 7 giugno 2014 Sports Palace Escutia, Città del Messico Durata: 1h:48 - Spettatori: 1 580 | Tunisia | 1 - 3 | Cuba    | 24-26, 25-23, 19-25, 21-25        |
| 7 giugno 2014 Sports Palace Escutia, Città del Messico Durata: 2h:34 - Spettatori: 2 109 | Messico | 3 - 0 | Turchia | 23-25, 31-29, 16-25, 27-25, 19-17 |
| 8 giugno 2014 Sports Palace Escutia, Città del Messico Durata: 1h:33 - Spettatori: 2 567 | Turchia | 3 - 1 | Tunisia | 25-18, 25-20, 15-25, 25-22        |
| 8 giugno 2014 Sports Palace Escutia, Città del Messico Durata: 1h:20 - Spettatori: 3 645 | Messico | 0 - 3 | Cuba    | 21-25, 21-25, 22-25               |
| 13 giugno 2014 Palais des Sports Menzah, Tunisi Durata: 1h:38 - Spettatori: 1 110        | Tunisia | 1 - 3 | Turchia | 25-16, 17-25, 18-25, 19-25        |
| 13 giugno 2014 Palais des Sports Menzah, Tunisi Durata: 1h:14 - Spettatori: 500          | Messico | 0 - 3 | Cuba    | 23-25, 16-25, 20-25               |
| 14 giugno 2014 Palais des Sports Menzah, Tunisi Durata: 1h:16 - Spettatori: 1 670        | Tunisia | 0 - 3 | Cuba    | 21-25, 20-25, 23-25               |
| 14 giugno 2014 Palais des Sports Menzah, Tunisi Durata: 1h:28 - Spettatori: 600          | Messico | 0 - 3 | Turchia | 22-25, 18-25, 27-29               |
| 15 giugno 2014 Palais des Sports Menzah, Tunisi Durata: 1h:54 - Spettatori: 500          | Turchia | 3 - 1 | Cuba    | 33-35, 25-14, 25-17, 25-19        |
| 15 giugno 2014 Palais des Sports Menzah, Tunisi Durata: 2h:02 - Spettatori: 700          | Tunisia | 3 - 2 | Messico | 25-23, 25-23, 21-25, 21-25, 15-13 |

###### Classifica
| Pos | Squadra | Pt | G | V | P | SV | SP | Ratio | PF  | PS  | Ratio |
| --- | ------- | -- | - | - | - | -- | -- | ----- | --- | --- | ----- |
| 1   | Cuba    | 15 | 6 | 5 | 1 | 16 | 5  | 3.200 | 516 | 480 | 1.075 |
| 2   | Turchia | 13 | 6 | 4 | 2 | 15 | 9  | 1.667 | 585 | 539 | 1.085 |
| 3   | Messico | 6  | 6 | 2 | 4 | 8  | 14 | 0.571 | 490 | 519 | 0.944 |
| 4   | Tunisia | 2  | 6 | 1 | 5 | 6  | 17 | 0.353 | 486 | 539 | 0.902 |

##### Girone G

###### Risultati
| 6 giugno 2014 Guillermo Angulo Coliseum, Carolina Durata: 1h:58 - Spettatori: 500   | Slovacchia | 3 - 1 | Spagna     | 25-13, 18-25, 25-20, 28-26        |
| 6 giugno 2014 Guillermo Angulo Coliseum, Carolina Durata: 1h:30 - Spettatori: 2 000 | Porto Rico | 0 - 3 | Cina       | 20-25, 23-25, 22-25               |
| 7 giugno 2014 Guillermo Angulo Coliseum, Carolina Durata: 1h:35 - Spettatori: 450   | Spagna     | 0 - 3 | Cina       | 29-31, 18-25, 23-25               |
| 7 giugno 2014 Guillermo Angulo Coliseum, Carolina Durata: 2h:27 - Spettatori: 2 250 | Porto Rico | 3 - 2 | Slovacchia | 22-25, 25-21, 25-19, 19-25, 15-10 |
| 8 giugno 2014 Guillermo Angulo Coliseum, Carolina Durata: 1h:59 - Spettatori: 800   | Cina       | 3 - 1 | Slovacchia | 23-25, 25-20, 25-22, 25-18        |
| 8 giugno 2014 Guillermo Angulo Coliseum, Carolina Durata: 2h:37 - Spettatori: 2 750 | Porto Rico | 2 - 3 | Spagna     | 24-26, 25-18, 20-25, 25-21, 17-19 |
| 13 giugno 2014 Steel Aréna, Košice Durata: 2h:06 - Spettatori: 2 450                | Slovacchia | 3 - 1 | Porto Rico | 25-21, 25-22, 24-26, 25-19        |
| 13 giugno 2014 Steel Aréna, Košice Durata: 2h:29 - Spettatori: 1 000                | Cina       | 3 - 2 | Spagna     | 22-25, 25-19, 22-25, 25-20, 16-14 |
| 14 giugno 2014 Steel Aréna, Košice Durata: 1h:23 - Spettatori: 2 580                | Cina       | 0 - 3 | Slovacchia | 20-25, 23-25, 20-25               |
| 14 giugno 2014 Steel Aréna, Košice Durata: 2h:23 - Spettatori: 1 050                | Spagna     | 2 - 3 | Porto Rico | 22-25, 25-20, 25-20, 20-25, 13-15 |
| 15 giugno 2014 Steel Aréna, Košice Durata: 2h:25 - Spettatori: 2 700                | Spagna     | 3 - 2 | Slovacchia | 27-29, 25-21, 22-25, 25-17, 15-10 |
| 15 giugno 2014 Steel Aréna, Košice Durata: 1h:36 - Spettatori: 400                  | Porto Rico | 0 - 3 | Cina       | 28-30, 18-25, 20-25               |

###### Classifica
| Pos | Squadra    | Pt | G | V | P | SV | SP | Ratio | PF  | PS  | Ratio |
| --- | ---------- | -- | - | - | - | -- | -- | ----- | --- | --- | ----- |
| 1   | Cina       | 14 | 6 | 5 | 1 | 15 | 6  | 2.500 | 507 | 464 | 1.093 |
| 2   | Slovacchia | 11 | 6 | 3 | 3 | 14 | 11 | 1.273 | 557 | 553 | 1.007 |
| 3   | Spagna     | 6  | 6 | 2 | 4 | 11 | 16 | 0.688 | 585 | 605 | 0.967 |
| 4   | Porto Rico | 5  | 6 | 2 | 4 | 9  | 16 | 0.563 | 541 | 568 | 0.952 |

### Fase finale

#### Gruppo 1

##### Fase a gironi
| Girone H    | Girone I |
| ----------- | -------- |
| Australia   | Brasile  |
| Italia      | Iran     |
| Stati Uniti | Russia   |

###### Girone H - Risultati
| 16 luglio 2014 Nelson Mandela Forum, Firenze Durata: 1h:36 - Spettatori: 5 500 | Italia      | 3 - 0 | Stati Uniti | 25-22, 25-21, 26-24        |
| 17 luglio 2014 Nelson Mandela Forum, Firenze Durata: 1h:51 - Spettatori: 1 300 | Stati Uniti | 3 - 1 | Australia   | 22-25, 25-18, 25-23, 25-19 |
| 18 luglio 2014 Nelson Mandela Forum, Firenze Durata: 1h:17 - Spettatori: 7 100 | Australia   | 0 - 3 | Italia      | 14-25, 22-25, 21-25        |

###### Girone H - Classifica
| Pos | Squadra     | Pt | G | V | P | SV | SP | Ratio | PF  | PS  | Ratio |
| --- | ----------- | -- | - | - | - | -- | -- | ----- | --- | --- | ----- |
| 1   | Italia      | 6  | 2 | 2 | 0 | 6  | 0  | MAX   | 151 | 124 | 1.218 |
| 2   | Stati Uniti | 3  | 2 | 1 | 1 | 3  | 4  | 0.750 | 164 | 161 | 1.019 |
| 3   | Australia   | 0  | 2 | 0 | 2 | 1  | 6  | 0.167 | 142 | 172 | 0.826 |

###### Girone I - Risultati
| 16 luglio 2014 Nelson Mandela Forum, Firenze Durata: 2h:38 - Spettatori: 3 700 | Iran    | 2 - 3 | Russia  | 25-18, 18-25, 21-25, 37-35, 8-15 |
| 17 luglio 2014 Nelson Mandela Forum, Firenze Durata: 2h:05 - Spettatori: 2 600 | Russia  | 1 - 3 | Brasile | 24-26, 25-22, 23-25, 22-25       |
| 18 luglio 2014 Nelson Mandela Forum, Firenze Durata: 2h:05 - Spettatori: 5 600 | Brasile | 1 - 3 | Iran    | 21-25, 19-25, 25-23, 26-28       |

###### Girone I - Classifica
| Pos | Squadra | Pt | G | V | P | SV | SP | Ratio | PF  | PS  | Ratio |
| --- | ------- | -- | - | - | - | -- | -- | ----- | --- | --- | ----- |
| 1   | Iran    | 4  | 2 | 1 | 1 | 5  | 4  | 1.250 | 210 | 209 | 1.005 |
| 2   | Brasile | 3  | 2 | 1 | 1 | 4  | 4  | 1.000 | 189 | 195 | 0.969 |
| 3   | Russia  | 2  | 2 | 1 | 1 | 4  | 5  | 0.800 | 212 | 207 | 1.024 |

##### Final Four
|  | Semifinali  | Semifinali  | Semifinali |         |             | Finale      | Finale   | Finale   |  |
|  |             |             |            |         |             |             |          |          |  |
|  | Iran        | Iran        | 0          |         |             |             |          |          |  |
|  | Iran        | Iran        | 0          |         |             |             |          |          |  |
|  | Stati Uniti | Stati Uniti | 3          |         |             |             |          |          |  |
|  | Stati Uniti | Stati Uniti | 3          |         | Stati Uniti | Stati Uniti | 3        |          |  |
|  |             |             |            |         | Stati Uniti | Stati Uniti | 3        |          |  |
|  |             |             | Brasile    | Brasile | 1           |             |          |          |  |
|  | Italia      | Italia      | Brasile    | Brasile | 1           | 0           |          |          |  |
|  | Italia      | Italia      |            |         |             | 0           |          |          |  |
|  | Brasile     | Brasile     | 3          |         |             | 3º posto    | 3º posto | 3º posto |  |
|  | Brasile     | Brasile     | 3          |         |             |             |          |          |  |
|  |             |             |            |         |             |             |          |          |  |
|  |             |             |            |         |             | Iran        | Iran     | 0        |  |
|  |             |             |            |         |             | Iran        | Iran     | 0        |  |
|  |             |             |            |         |             | Italia      | Italia   | 3        |  |

###### Semifinali
| 19 luglio 2014 Nelson Mandela Forum, Firenze Durata: 1h:24 - Spettatori: 6 700 | Iran   | 0 - 3 | Stati Uniti | 18-25, 22-25, 16-25 |
| 19 luglio 2014 Nelson Mandela Forum, Firenze Durata: 1h:23 - Spettatori: 8 000 | Italia | 0 - 3 | Brasile     | 11-25, 23-25, 20-25 |

###### Finale 3º posto
| 20 luglio 2014 Nelson Mandela Forum, Firenze Durata: 1h:30 - Spettatori: 9 000 | Iran | 0 - 3 | Italia | 22-25, 18-25, 22-25 |

###### Finale
| 20 luglio 2014 Nelson Mandela Forum, Firenze Durata: 2h:15 - Spettatori: 9 000 | Stati Uniti | 3 - 1 | Brasile | 31-29, 21-25, 25-20, 25-23 |

#### Gruppo 2
|  | Semifinali  | Semifinali  | Semifinali |           |         | Finale      | Finale      | Finale   |  |
|  |             |             |            |           |         |             |             |          |  |
|  | Belgio      | Belgio      | 0          |           |         |             |             |          |  |
|  | Belgio      | Belgio      | 0          |           |         |             |             |          |  |
|  | Francia     | Francia     | 3          |           |         |             |             |          |  |
|  | Francia     | Francia     | 3          |           | Francia | Francia     | 2           |          |  |
|  |             |             |            |           | Francia | Francia     | 2           |          |  |
|  |             |             | Australia  | Australia | 3       |             |             |          |  |
|  | Australia   | Australia   | Australia  | Australia | 3       | 3           |             |          |  |
|  | Australia   | Australia   |            |           |         | 3           |             |          |  |
|  | Paesi Bassi | Paesi Bassi | 0          |           |         | 3º posto    | 3º posto    | 3º posto |  |
|  | Paesi Bassi | Paesi Bassi | 0          |           |         |             |             |          |  |
|  |             |             |            |           |         |             |             |          |  |
|  |             |             |            |           |         | Belgio      | Belgio      | 3        |  |
|  |             |             |            |           |         | Belgio      | Belgio      | 3        |  |
|  |             |             |            |           |         | Paesi Bassi | Paesi Bassi | 0        |  |

##### Semifinali
| 11 luglio 2014 Sydney Olympic Park Arena, Sydney Durata: 1h:20 - Spettatori: 3 000 | Belgio    | 0 - 3 | Francia     | 24-26, 21-25, 19-25 |
| 11 luglio 2014 Sydney Olympic Park Arena, Sydney Durata: 1h:22 - Spettatori: 4 300 | Australia | 3 - 0 | Paesi Bassi | 25-23, 25-12, 27-25 |

##### Finale 3º posto
| 12 luglio 2014 Sydney Olympic Park Arena, Sydney Durata: 1h:20 - Spettatori: 4 500 | Belgio | 3 - 0 | Paesi Bassi | 25-17, 25-22, 25-21 |

##### Finale
| 12 luglio 2014 Sydney Olympic Park Arena, Sydney Durata: 1h:59 - Spettatori: 5 500 | Francia | 2 - 3 | Australia | 20-25, 25-22, 22-25, 25-23, 14-16 |

#### Gruppo 3
|  | Semifinali | Semifinali | Semifinali |      |         | Finale     | Finale     | Finale   |  |
|  |            |            |            |      |         |            |            |          |  |
|  | Turchia    | Turchia    | 3          |      |         |            |            |          |  |
|  | Turchia    | Turchia    | 3          |      |         |            |            |          |  |
|  | Slovacchia | Slovacchia | 0          |      |         |            |            |          |  |
|  | Slovacchia | Slovacchia | 0          |      | Turchia | Turchia    | 2          |          |  |
|  |            |            |            |      | Turchia | Turchia    | 2          |          |  |
|  |            |            | Cuba       | Cuba | 3       |            |            |          |  |
|  | Cuba       | Cuba       | Cuba       | Cuba | 3       | 3          |            |          |  |
|  | Cuba       | Cuba       |            |      |         | 3          |            |          |  |
|  | Cina       | Cina       | 2          |      |         | 3º posto   | 3º posto   | 3º posto |  |
|  | Cina       | Cina       | 2          |      |         |            |            |          |  |
|  |            |            |            |      |         |            |            |          |  |
|  |            |            |            |      |         | Cina       | Cina       | 3        |  |
|  |            |            |            |      |         | Cina       | Cina       | 3        |  |
|  |            |            |            |      |         | Slovacchia | Slovacchia | 1        |  |

##### Semifinali
| 28 giugno 2014 Cengiz Göllü Kapalı Spor Salonu, Bursa Durata: 2h:24 - Spettatori: 1 130 | Cuba    | 3 - 2 | Cina       | 27-25, 22-25, 32-34, 25-22, 15-13 |
| 28 giugno 2014 Cengiz Göllü Kapalı Spor Salonu, Bursa Durata: 1h:32 - Spettatori: 2 110 | Turchia | 3 - 0 | Slovacchia | 25-22, 25-21, 26-24               |

##### Finale 3º posto
| 29 giugno 2014 Cengiz Göllü Kapalı Spor Salonu, Bursa Durata: 2h:09 - Spettatori: 800 | Cina | 3 - 1 | Slovacchia | 21-25, 39-37, 25-23, 25-19 |

##### Finale
| 29 giugno 2014 Cengiz Göllü Kapalı Spor Salonu, Bursa Durata: 2h:24 - Spettatori: 2 850 | Turchia | 2 - 3 | Cuba | 26-24, 19-25, 25-20, 21-25, 14-16 |

## Podio

### Campione
Formazione: 1 Matthew Anderson, 2 Sean Rooney, 3 Taylor Sander, 4 David Lee, 6 Paul Lotman, 7 Kawika Shoji, 11 Micah Christenson, 12 Russell Holmes, 15 Carson Clark, 17 Maxwell Holt, 18 Garrett Muagututia, 22 Erik Shoji, CT: John Speraw

### Secondo posto
Formazione: 1 Bruno de Rezende, 3 Éder Carbonera, 4 Wallace de Souza, 5 Sidnei dos Santos, 6 Leandro Vissotto, 8 Murilo Endres, 10 Ricardo Lucarelli, 14 Rafael de Araújo, 15 Gustavo Bonatto, 16 Lucas Saatkamp, 19 Mário Pedreira, 20 Raphael de Oliveira, 21 Douglas de Souza, 22 Lucas Lóh, CT: Bernardo de Rezende

### Terzo posto
Formazione: 2 Jiří Kovář, 3 Simone Parodi, 4 Luca Vettori, 7 Salvatore Rossini, 9 Ivan Zaytsev, 10 Filippo Lanza, 11 Simone Buti, 13 Dragan Travica, 14 Matteo Piano, 15 Emanuele Birarelli, 16 Michele Baranowicz, 17 Andrea Giovi, 19 Simone Anzani, 21 Luigi Randazzo, CT: Mauro Berruto

## Classifica finale
| Pos | Squadre       | Verdetto                     |
| --- | ------------- | ---------------------------- |
|     | Stati Uniti   | Gruppo 1 - World League 2015 |
|     | Brasile       | Gruppo 1 - World League 2015 |
|     | Italia        | Gruppo 1 - World League 2015 |
| 4   | Iran          | Gruppo 1 - World League 2015 |
| 5   | Australia     | Gruppo 1 - World League 2015 |
| 5   | Russia        | Gruppo 1 - World League 2015 |
| 7   | Serbia        | Gruppo 1 - World League 2015 |
| 8   | Polonia       | Gruppo 1 - World League 2015 |
| 9   | Bulgaria      | Gruppo 2 - World League 2015 |
| 10  | Francia       | Gruppo 2 - World League 2015 |
| 11  | Belgio        | Gruppo 2 - World League 2015 |
| 12  | Paesi Bassi   | Gruppo 2 - World League 2015 |
| 13  | Argentina     | Gruppo 2 - World League 2015 |
| 13  | Canada        | Gruppo 2 - World League 2015 |
| 13  | Portogallo    | Gruppo 2 - World League 2015 |
| 16  | Finlandia     | Gruppo 2 - World League 2015 |
| 16  | Germania      | Gruppo 2 - World League 2015 |
| 16  | Rep. Ceca     | Gruppo 2 - World League 2015 |
| 19  | Corea del Sud | Gruppo 2 - World League 2015 |
| 19  | Giappone      | Gruppo 3 - World League 2015 |
| 21  | Cuba          | Gruppo 2 - World League 2015 |
| 22  | Turchia       | Gruppo 3 - World League 2015 |
| 23  | Cina          | Gruppo 3 - World League 2015 |
| 24  | Slovacchia    | Gruppo 3 - World League 2015 |
| 25  | Messico       | Gruppo 3 - World League 2015 |
| 25  | Spagna        | Gruppo 3 - World League 2015 |
| 27  | Porto Rico    | Gruppo 3 - World League 2015 |
| 27  | Tunisia       | Gruppo 3 - World League 2015 |

## Premi individuali
| Premio                | Nome              | Squadra     |
| --------------------- | ----------------- | ----------- |
| MVP                   | Taylor Sander     | Stati Uniti |
| Miglior palleggiatore | Saeid Marouf      | Iran        |
| Miglior opposto       | Wallace de Souza  | Brasile     |
| Miglior schiacciatore | Taylor Sander     | Stati Uniti |
| Miglior schiacciatore | Ricardo Lucarelli | Brasile     |
| Miglior centrale      | David Lee         | Stati Uniti |
| Miglior centrale      | Lucas Saatkamp    | Brasile     |
| Miglior libero        | Salvatore Rossini | Italia      |